# Bo Rhambo
Ewell Goldyn Rhambo (Austin (Texas), 21 september 1923 – Los Angeles, 24 november 1988) was een Amerikaanse jazzzanger.

## Biografie
Als trompettist speelde hij met zijn band op lokale dansevenementen en feesten. Daarna ging hij tenorsaxofoon spelen. In 1952 speelde hij met Joe Houston en in 1953 nam hij op met Joe Liggins. Tijdens de jaren 1950 leidde hij een trio met de pianist-organist Teddy Woods en drummer Bobby Pittman, waar hij opnam voor Cash Records en vervolgens voor Imperial Records in 1959-1960. Rhambo trad op tijdens de beroemde twaalfde Cavalcade of Jazz in Wrigley Field in Los Angeles, geproduceerd door Leon Hefflin sr. op 2 september 1956. Ook die dag traden op: Dinah Washington, The Mel Williams Dots, Julie Stevens, Little Richard, Chuck Higgins Orchestra, Willie Hayden & Five Black Birds, The Premiers, Gerald Wilson & His 20-Pc. Recording Orchestra en Jerry Gray en zijn orkest. Hij kwam terug om op te treden tijdens de laatste veertiende Cavalcade of Jazz, die werd gehouden in het Shrine Auditorium op 3 augustus 1958. Op dezelfde dag traden ook Ray Charles op met The Cookies en Ann Fisher, Ernie Freeman en zijn band, Little Willie John, Sam Cooke, The Clark Kids en Sammy Davis jr. die er was om de koningin te kronen. In 1978 speelde hij op een opnamesessie van Joe Houston (Kicking Back bij Big Town).

## Overlijden
Bo Rhambo overleed in november 1988 op 64-jarige leeftijd.

## Discografie
- Diane (Imperial)
- Enchanted Evening (Imperial)
- Tender Moments (Imperial)

- International Standard Name Identifier: 0000 0000 5391 0068
- Library of Congress Control Number: no2006051819
- Virtual International Authority File: 48980869
- WorldCat: E39PBJkT7RDfHxMjpm7dth34v3